# Фукин, Александр Леонидович
Александр Леонидович Фукин (26 марта 1985, Москва, СССР) — российский игрок в мини-футбол, нападающий. Заслуженный мастер спорта России (2012), бывший игрок сборной России по мини-футболу.

## Биография

### В составе «Дины»
Фукин является воспитанником московской «Дины». За основной состав команды он дебютировал в сезоне 2001/02, в нём же забил свой первый гол в чемпионате, став одним из самых молодых авторов гола в российской истории. С каждым сезоном он играл всё большую роль в команде. В сезоне 2003/04 он помог «Дине» выиграть серебряные медали чемпионата. А по итогам следующего года его признали лучшим молодым игроком Суперлиги.
Несмотря на то, что до этого он почти не привлекался в сборную России, Фукин вошёл в состав команды на чемпионат Европы 2005 года. Россияне выиграли на турнире серебряные медали. Вошёл Александр в состав и на следующий европейский чемпионат, где помог команде выиграть бронзу. На его счету гол в ворота сборной Португалии в матче за третье место.
Фукин продолжал демонстрировать яркую игру в чемпионате России. По итогам сезонов 2005/06 и 2006/07 он входил в десятку лучших бомбардиров чемпионата. Но серебряные медали, выигранные в 2004 году, стали единственным успехом «Дины» за период выступлений Фукина. Результаты команды ухудшались.

### В составе «Динамо»
Травма заставила Александра пропустить начало сезона 2008/09. После восстановления он вышел на паркет уже в футболке нового клуба — московского «Динамо». В том же сезоне он принял участие в завоевании первого для себя трофея, забив гол в финале кубка России по мини-футболу против екатеринбургского «ВИЗ-Синары». В следующих двух сезонах он стал обладателем ещё двух кубков России, а по итогам сезона 2010/11 выиграл первое для себя чемпионство. Фукин внёс весомый вклад в этот успех команды и вошёл по итогам первенства в десятку лучших бомбардиров чемпионата.

## Достижения
- Серебряный призёр Чемпионата Европы по мини-футболу (3): 2005, 2012, 2014
- Полуфиналист Чемпионата мира по мини-футболу (1): 2008
- Бронзовый призёр Чемпионата Европы по мини-футболу (1): 2007
- Чемпион России по мини-футболу (6): 2010/2011, 2011/2012, 2012/2013, 2015/2016, 2016/2017, 2019/2020
- Обладатель Кубка России по мини-футболу (6): 2008/2009, 2009/2010, 2010/2011, 2012/2013, 2013/2014, 2014/2015
- Серебряный призёр Кубка УЕФА по мини-футболу (3): 2011/2012, 2012/2013, 2013/2014
- Обладатель Межконтинентального кубка по мини-футболу (1): 2013